# 貝爾庫奇烏帕齊拉
貝爾庫奇乌帕齐拉是孟加拉国錫拉傑甘傑縣的一个乌帕齐拉，位於拉傑沙希专区的錫拉傑甘傑縣。。

## 人口
據1991年孟加拉國人口普查，貝爾庫奇共有戶數42,413戶，人口245164人。其中男性佔比50.94%，女性佔比49.06%；成年人口116,311人。該地7歲以上人口之平均識字率為33.6%。